# Магнитное поле звёзд
Звёздное магнитное поле — магнитное поле, создаваемое движением проводящей плазмы внутри звёзд главной последовательности. Это движение создаётся путём конвекции, которая является одной из форм переноса энергии из центра звезды к её поверхности с помощью физического перемещения материала. Локальные магнитные поля воздействуют на плазму, в результате чего намагниченные области поднимаются по отношению к остальной части поверхности, и могут достичь даже фотосферы звезды. Этот процесс создаёт звёздные пятна на поверхности звезды (по аналогии с солнечными пятнами), и связанное с этим появление корональных петель.

## Измерение магнитного поля
Магнитное поле звезды может быть измерено с помощью эффекта Зеемана. Обычно атомы в атмосфере звезды поглощают энергию на определённой частоте электромагнитного спектра, производя характерные тёмные линии поглощения в спектре. Однако, когда атомы находятся в магнитном поле, эти линии расщепляются на несколько, близкорасположенных линий. Также появляется поляризация электромагнитного излучения звезды, которая зависит от ориентации магнитного поля. Таким образом, сила и направление магнитного поля звезды может быть определена путём изучения линий в эффекте Зеемана.
Звёздный спектрополяриметр используется для измерения магнитного поля звезды. Этот инструмент состоит из спектрографа в сочетании с поляриметром. Первый инструмент, с помощью которого изучалось магнитное поле звёзд, был NARVAL, который был установлен на телескопе Бернара Лио, работавшего в обсерватории на горе Пик-дю-Миди во французских Пиренеях.
Различные измерения, включая магнитометрические измерения за последние 150 лет: 14С в кольцах деревьев и 10Ве в кернах льда, установили существенную изменчивость магнитного поля Солнца на десятилетних, столетних и тысячелетних временных отрезках.

## Генерирование магнитного поля
Магнитные поля звёзд, согласно теории солнечного динамо, вызваны движением вещества в конвективной зоне звезды. Эта конвективная циркуляция проводящей плазмы разрушает изначальное магнитное поле звезды, а затем создаёт дипольные магнитные поля звезды. Так как звезда испытывает дифференциальное вращение для различных широт, то магнитные линии в форме тора окружают звезду. Магнитные линии могут стать местом высокой концентрации энергии, являющейся причиной активности звезды, когда они выходят на её поверхность.
Магнитное поле вращающегося проводящего газа или жидкости генерирует самоусиливающиеся электрические токи и связанные с ними магнитные поля, вследствие сочетания дифференциального вращения (вращения с разными угловыми скоростями на различных широтах звезды), силы Кориолиса и индукции. Распределение токов может быть достаточно сложным, с многочисленными открытыми и закрытыми петлями, и, таким образом магнитное поле этих токов в непосредственной близости от них также достаточно сложно распределено. На больших расстояниях, однако, магнитные поля токов, текущих в противоположных направлениях взаимно компенсируются, и остаются только дипольные поля, медленно уменьшающиеся с расстоянием. Поскольку основной ток движется в направлении вращения звезды (экваториальных течений), основной компонент порождённого магнитного поля направлен перпендикулярно экватору, создавая магнитные полюса вблизи географических полюсов вращающегося тела.
Магнитные поля всех небесных тел, часто согласуются с направлением вращения, с заметными исключениями, такими как некоторые пульсары. Ещё одна особенность этой модели динамо в том, что токи, скорее переменные, а не постоянные. Их направление, и, следовательно, направление магнитного поля, которое они производят, испытывают более или менее периодические, изменения амплитуды и направления, хотя и совмещённые с осью вращения.
Основной компонент магнитного поля Солнца меняет направление каждые 11 лет (то есть с периодом около 22 лет), в результате чего изменяется величина магнитной активности Солнца. Во время покоя, активность максимальна, пятен мало (из-за отсутствия магнитного торможения плазмы) и, как результат, происходит массовый выброс плазмы высокой энергии в солнечную корону, а затем в межпланетное пространство. Столкновения солнечных пятен с противоположно направленными магнитными полями генерирует сильные электрические поля вблизи быстро исчезающих регионов выхода на поверхность магнитного поля. Это электрическое поле ускоряет электроны и протоны высоких энергий (кэВ) в результате чего струи чрезвычайно горячей плазмы покидают поверхность Солнца и нагревают солнечную корону до огромных температур (миллионы кельвинов).
Если газ или жидкость очень вязкие (в результате дифференциального турбулентного движения), изменение магнитного поля может быть не строго периодическим. Так обстоит дело с магнитным полем Земли, которое порождается турбулентным течением в вязком слое над внутренним ядром.

## Активность на поверхности звезды
Звёздные пятна являются регионами интенсивной магнитной активности на поверхности звезды. Они являются формами видимой составляющей магнитных потоков, которые образуются в конвективной зоне звезды. Из-за дифференциального вращения звёзд, потоки приобретают форму тора и растягиваются, препятствуя конвекции, и, как следствие, образуют зоны с температурой ниже, чем у остального вещества. Корональные петли часто образуются над звёздными пятнами, формируясь вдоль силовых линий магнитного поля, которые поднимаются над поверхностью в корону звезды. В свою очередь, они разогревают корону до температур свыше миллиона кельвинов.
Корональные петли, связанные со звёздными пятнами и протуберанцы, связанные со вспышками звезды, становятся причинами выбросов корональной массы. Плазма нагревается до десятков миллионов градусов, частицы с поверхности звезды ускоряются до экстремальных скоростей.
Поверхностная активность, по современным представлениям, связаны с возрастом и скоростью вращения звёзд главной последовательности. Молодые звёзды с большой скоростью вращения обладают сильной магнитной активностью. В отличие от них, звёзды среднего возраста, подобные Солнцу с медленной скоростью вращения показывают низкий уровень активности, который циклически меняется. Некоторые старые звёзды не проявляют практически никакой активности, что может означать, что они вступили в период затишья, сопоставимое с минимумом Маундера. Измерения времени изменения звёздной магнитной активности может быть полезно для определения скорости дифференциального вращения звезды.

## Магнитные звёзды
Звёзды типа Т Тельца является одним из видов звёзд ещё не вышедших на главную последовательность, то есть они разогревается посредством гравитационного сжатия, а не водородного горения в их ядрах. Они являются переменными магнитно-активными звёздами. Магнитное поле таких звёзд, взаимодействует с их сильным звёздным ветром, передавая момент импульса окружающему звезду протопланетному диску, что служит причиной снижения скорости вращения звезды.
Красные карлики спектрального класса M (0.1-0.6 массы Солнца), демонстрирующие быструю, нерегулярную переменность, известны как вспыхивающие звёзды. Эти колебания яркости, вызваны вспышками, чья активность значительно сильнее, чем можно предположить по размеру звезды. Вспышки звёзд этого класса могут увеличить поверхность звезды на 20 %, и излучают большую часть своей энергии в синей и ультрафиолетовой части спектра.
Планетарные туманности появляются, когда красный гигант сбрасывает свою внешнюю оболочку, образуя расширяющийся газовый пузырь. Однако остаётся загадкой, почему эти пузыри не всегда сферически симметричны. 80 % планетарных туманностей не имеют сферической формы, а вместо этого образуют биполярные или эллиптические туманности. Одна из гипотез формирования несферической формы — влияние магнитного поля звезды. Вместо равномерного расширения во всех направлениях, выброшенная плазма стремится вытянуться вдоль магнитных линий. Наблюдения центральной звезды, по крайней мере, четырёх планетарных туманностей подтвердили, что они действительно обладают мощными магнитными полями.
После того как некоторые массивные звёзды прекратили термоядерный синтез в своих недрах, часть из них коллапсирует в компактные объекты, называемые нейтронные звёзды. Эти объекты сохраняют значительные магнитные поля, доставшиеся от звезды-прародителя. В результате коллапса размер звезды резко уменьшается на много порядков, а поскольку магнитный момент звезды сохраняется полностью, то напряжённость магнитного поля нейтронной звезды пропорционально возрастает на много порядков. Быстрое вращение нейтронных звёзд превращает их в пульсар, который испускает узкий пучок энергии.
Компактные и быстро вращающихся астрономические объекты (белые карлики, нейтронные звёзды и чёрные дыры) имеют чрезвычайно сильные магнитные поля. Магнитное поле новорождённой быстровращающейся нейтронной звезды настолько сильное (до 108 тесла), что излучаемой электромагнитной энергии достаточно, чтобы быстро (в течение нескольких миллионов лет) затормозить вращение звезды в 100, а то и 1000 раз. Материя, падающая на нейтронную звезду также должна двигаться вдоль силовых линий магнитного поля, в результате чего образуются два горячих пятна на поверхности звезды, где вещество сталкивается с поверхностью звезды. Эти пятна небольшие — буквально около метра в диаметре, но чрезвычайно яркие. Их периодические затмения во время вращения звезды, как предполагается, являются источником пульсирующего излучения (см. пульсар).
Экстремальная форма намагниченной нейтронной звезды называется магнетар. Они образуются в результате коллапса ядра при вспышке сверхновой. Существование таких звёзд было подтверждено в 1998 году при исследовании звезды SGR 1806-20. Магнитное поле этой звезды увеличило температуру поверхности до 18 млн К и она испускает огромное количество энергии в гамма-всплесках.
Струи релятивистской плазмы часто наблюдаются в направлении магнитных полюсов активных ядер в центрах очень молодых галактик.